# Psammisia killipii
Psammisia killipii är en ljungväxtart som beskrevs av A. C. Smith. Psammisia killipii ingår i släktet Psammisia och familjen ljungväxter. Inga underarter finns listade i Catalogue of Life.